# Олексіївська волость (Харківський повіт)
Олексіївська волость — адміністративно-територіальна одиниця Харківського повіту Харківської губернії з центром у селі Олексіївка.
Станом на 1885 рік — складалася з 14 поселень, 3 сільських громад. Населення — 2516 осіб (1251 чоловічої статі та 1265 — жіночої), 354 дворових господарство.
|                     | Площа, десятин | У тому числі орної, дес. |
| ------------------- | -------------- | ------------------------ |
| Сільських громад    | 1264           | 816                      |
| Приватної власності | 3887           | 1198                     |
| Іншої власності     | —              | —                        |
| Загалом             | 5151           | 2014                     |

Основні поселення волості станом на 1885:
- Олексіївка — колишнє власницьке село за 5 верст від повітового міста, 641 особа, 115 дворів, православна церква. За 4 версти — цегельний завод, постоялий будинок.
- Мала Олексіївка — колишнє власницьке село при річці Лозовій, 256 осіб, 27 дворів, православна церква, сукновальний завод.
- Мала Данилівка — колишнє власницьке село при річці Лопань, 268 осіб, 48 дворів, православна церква, цегельний завод.
- Миколаївка — колишнє власницьке село при річці Лопань, 140 осіб, 25 дворів, постоялий двір.
- Черкаське (Лозове) — колишнє власницьке село при річці Лозовій, 123 особи, 13 дворів, православна церква.